# 斑盔犀鳥屬
是犀鳥目犀鳥科下的一個屬。本屬的物種為生活於菲律賓內，為中小型的犀鳥。另長冠犀鳥有時會被分類在此，但一般都會將之分類在長冠犀鳥屬中。其鳥喙主要呈黃色及黑色。目前一共有四個物種。

## 分類歷史
本屬的模式種為白颊犀鸟，是由德國鳥類學家阿道夫·貝爾納德·邁爾於1898年的出版書中同利昂內爾·威廉·魏格利斯沃思為該物種所建立的。但後來因為被併入斑嘴犀鳥屬而一度成為其異名，直到2013年的研究發現該物種關係與其他被歸於無盔犀鳥屬下的三個物種有較為接近的關係而被復活。其屬名來自古希臘語的（指「有條紋的」）及（指「鼻子」）組合而成。

## 物種列表
以下為皺盔犀鳥屬的物種：
- 红头犀鸟 Rhabdotorrhinus waldeni (Sharpe, 1877)
- 白头犀鸟 Rhabdotorrhinus leucocephalus (Vieillot, 1816)
- 白颊犀鸟 Rhabdotorrhinus exarhatus (Temminck, 1823)
- 皱盔犀鸟 Rhabdotorrhinus corrugatus (Temminck, 1832)

## 保育狀況
本屬物種被列為《瀕危野生動植物種國際貿易公約》附錄二的物種，被限制出口及貿易。

## 外部連結
- 维基共享资源上的相關多媒體資源：斑盔犀鳥屬
- 維基物種上的相關：斑盔犀鳥屬